# Лотар II (імператор Священної Римської імперії)
Лотар II (нім. Lothar von Supplinburg, 1075 року — 4 грудня 1137 року, Брайтенванг, Тіроль, Австрія) — король Німеччини (1125—1137) та імператор Священної Римської імперії (1133—1137), герцог Саксонії (1106—1137), граф Суплінбурга. Син Гебхарда Суплінбурзького, графа кверфуртського, вбитого в бою з Генріхом IV під Гомбургом на річці Унструт (9 червня 1075 року), та Гедвіги де Форбах. Засновник Суплінбурзької династії.

## Біографічні дані
Саксонець за походженням, багатий і освічений, Лотар завжди був ворогом Франконської династії і кілька разів був проти Генріха V, хоча останній і призначив його герцогом Саксонським.
Після припинення існування Франконської династії, Лотар був обраний 24 серпня 1125 року в Майнці німецьким королем, а згодом і коронований в Аахені 13 вересня того ж року. Одразу після коронації Лотар виступив проти Фрідріха Гогенштауфена, герцога Швабії, який захопив родові володіння Генріха V. Оголосивши його на Страсбурзькому сеймі (1126) бунтівником, Лотар заручився союзом герцога Чехії Собіслава, який приніс йому васальну присягу в 1126 році після битви при Хлумці, і залучив на свою сторону Вельфів, видавши свою дочку Гертруду за могутнього баварського герцога Генріха Гордого (1127).
Гогенштауфени, однак, відбили спробу Лотара і його союзників взяти Нюрнберг (1127) і самі зайняли Шпаєр (1128). Тоді він звернувся до Церінгенів, прихильників Франконської династії, і вступив з ними в союз. Війна з Гогенштауфенами велася як в Бургундії, так і в Нижній Лотарингії (1129).
В 1130 році Лотар взяв Нюрнберг і приборкав своїх супротивників у Саксонії і Тюрінгії. У цьому ж році Лотару довелося вирішувати боротьбу за папський престол Інокентія II і Анаклета II. За Анаклета клопотали римляни, які обіцяли Лотару імператорську корону, за Інокентія — німецьке духовенство. Лотар визнав папою Інокентія.
В 1132 році Лотар вирушив до Італії і, зазнавши кілька невдач у Ломбардії, підступив до Риму, але не міг захопити храм св. Петра. Тоді Інокентій коронував його і його дружину Ригензу в Латеранському храмі (4 червня 1133). Лотар дав присягу на вірність папі, визнавши колишні володіння Матильди Тосканської власністю святого престолу і пішов у Німеччину.
На Бамбергському сеймі (1135) Фрідріх Швабський поклявся у вірності Лотару, який затвердив його в сані герцога Швабського. Одночасно владу Лотара визнав і молодший брат Фрідріха Конрад III, герцог франконський, що з 1127 іменував себе королем Німеччини. Могутність Лотара зросла: всі сусідні правителі шукали його дружби, у Німеччині було встановлено загальне перемир'я на 10 років.
Тоді Лотар задумав ще один похід в Італію, щоб відновити там імператорську владу і припинити церковні суперечки. З величезним військом він пішов через Трієст в Ломбардію (1136), взявши Павію, Турин, П'яченцу, Болонью, і в 1137 рушив на південь, плануючи з Калабрії переправитися на Сицилію.
Сварка з папою Інокентієм через Салерно примусила Лотара відмовитися від походу. На зворотньому шляху до Німеччини 4 грудня 1137 Лотар помер, залишивши по собі добру пам'ять як про енергійну, хоробру, чесну і моральну людину.
Похований у Кенігслуттері в церкві Бенедиктинського монастиря.

## Сім'я і діти
Дружина:
- Ригенза Нортгеймська, дочка Генріха Товстого і Гертруди Брауншвейзької.

Діти:
- Гертруда Суплінбурзька (1115—1143), дружина Генріха Гордого, герцога Баварії і Саксонії.

## Родовід
| Попередник Генріх V |  | Імператор Священної Римської імперії 1133—1137 |  | Наступник Фрідріх I Барбаросса |

| Попередник Магнус |  | Герцог Саксонії 1106—1137 |  | Наступник Генріх II |

| Попередник Генріх V |  | Король Німеччини 1125—1137 |  | Наступник Конрад III |